# Submarino (empresa)
Submarino foi um comércio eletrônico brasileiro. Criada em 1999, foi uma das pioneiras do Brasil neste segmento. Desde 2006, pertence ao grupo Americanas.
Era uma loja virtual oficializada pela Associação Brasileira dos Produtores de Discos e pela Federação Internacional da Indústria Fonográfica.

## História
Sua história começou quando Antônio Bonchristiano, Marcelo Ballona e Flávio Jansen a idealizaram criando a empresa TBL. Em vez de começar do zero, e como parte do investimento inicial, compraram uma das primeiras e maiores livrarias virtuais da época, a Booknet. Adquiriam, assim, os seus ativos, a marca, o site de domínio da empresa, uma carteira de 50 mil clientes cadastrados e a experiência de trabalho de mais de quatro anos no ramo.
Teve um investimento total baseado em investidores externos, que ajudaram a concretizar o negócio em um curto espaço de tempo. O processo de criação da Submarino não durou mais do que cinco meses. Após a sua criação, passou a disponibilizar ao público uma grande variedade de produtos. Todo o back office (armazenagem, picking e packing) no primeiro ano foram disponibilizados por Total Express. Paralelamente, produzia conteúdos exclusivos, como notícias diárias, entrevistas, resenhas e sinopses de livros e de CDs produzidos no Brasil.
O nome da empresa nasceu da necessidade de expressar a ideia de loja virtual ampla e diversificada nos produtos que oferece. Depois de um processo algo demorado e complexo, comparando-a ao Oceano, com sua imensidão e incontestável quantidade de espécies, chegou-se ao nome Submarino, conotado como um veículo veloz, seguro e eficiente. Como a loja foi lançada simultaneamente no Brasil e na Espanha, precisavam também de um nome que fosse fácil de memorizar e que tivesse domínio disponível nos dois países.
Todos estes fatores contribuíram para que, em 3 de novembro de 1999, a Submarino fosse lançada em São Paulo, sendo o maior site de vendas de livros, CDs e Brinquedos nas nações de língua portuguesa e espanhola. Obteve um faturamento superior a um milhão de reais no seu primeiro mês de vendas, conquistando 500 mil clientes em seis meses, só no Brasil.
Na Espanha, que foi o segundo país a despertar interesse da Submarino, o faturamento foi um pouco menor, em torno de 150 mil reais em novembro de 1999. Também em 1999, abriu em Buenos Aires, Argentina. E, em 2000, a Submarino comprou a empresa de material de escritório Officenet, líder na Argentina. O benefício para a Submarino: aumentar as vendas para um IPO na bolsa americana Nasdaq. O benefício para Officenet: acesso ao capital e abertura no Brasil.
Em abril de 2000, com a mudança da bolsa americana, a Nasdaq, a Submarino teve que suspender as vendas no exterior, onde atuava na Espanha, Argentina, e México, concentrando seus esforços e os centralizando no Brasil. Como parte do processo, a Officenet fez um spin-off a partir de um investimento de 34 milhões de dólares, separando completamente as duas operações.
Em 2003, o site já disponibilizava cerca de 700 mil produtos diferentes, divididos em 17 categorias, com mais de um milhão de clientes atendidos e obteve um faturamento de 211,6 milhões de reais.
Em 2004, a Submarino completou cinco anos, sendo a único grande varejista nacional, que não possui lojas físicas de atendimento ao público. Mas a única coisa virtual que possui é o método de venda, pois a empresa tem cerca de 450 funcionários que trabalham num depósito de oito mil metros quadrados na Barra Funda, em São Paulo (até 2007) e posteriormente no município de Osasco. E um estoque que equivale a 35 dias de faturamento. Para este ano a estimativa de receita gira em torno de trezentos milhões de reais.
A Submarino anunciou em novembro de 2006 sua fusão com a Americanas.com, criando uma companhia líder absoluta no segmento de vendas on-line do Brasil. A nova empresa, B2W, deverá competir com as cadeias de comércio tradicionais.
Em 2021, após a fusão da B2W Digital com as Lojas Americanas, a Submarino passou a fazer parte do grupo Americanas, junto as marcas Americanas, Shoptime, Ame Digital, entre outras.
Em 2024, a Americanas, em recuperação judicial, decidiu integrar os sites e os aplicativos do Shoptime e do Submarino à marca principal da companhia. A iniciativa faz parte da nova estratégia digital da empresa, que tem a intenção de fazer de seu shopping virtual um ambiente de lojas oficiais de grandes marcas.

## Críticas
Em abril de 2011, uma servidora pública fez uma compra de notebook por R$ 1.200,00 no Submarino. A mesma pretendia dar de presente à sua mãe no dia das mães, mas ao receber e conferir o produto a servidora teve uma grande surpresa. Em vez de ter recebido o notebook que tinha comprado, a cliente recebeu dois pacotes de macarrão instantâneo. Após ser divulgado pela imprensa o ocorrido, a empresa divulgou em meio duma nota, que iria resolver o problema da cliente.
Em julho de 2011 um caso semelhante ao da servidora também acabou se repetindo. Uma estudante de Direito efetuou uma compra de um notebook pelo Submarino e após uma semana de espera, seu pedido foi entregue. Ao abrir a embalagem do produto, veio a decepção: havia um tijolo embalado no lugar do notebook. Após a estudante fazer uma reclamação por telefone, a empresa enviou outro notebook. Novamente, para sua surpresa, ao receber e conferir o produto, a empresa lhe enviou outro tijolo no lugar do notebook.
Depois do ocorrido, a estudante registrou queixa na 76ªDP. Segundo advogados, o caso pode ser considerado estelionato, o qual é caracterizado com crime por meio da internet.
Em 11 de novembro de 2011 uma cliente reclamou da demora de 50 dias para receber um HD comprado no site da Submarino, sendo que o prazo inicial de entrega era de seis dias.